# Mouchoir des suffragettes
Le mouchoir des suffragettes est un mouchoir de lin comportant les signatures brodées de femmes emprisonnées à la prison de Holloway, au Royaume-Uni, pour leur participation aux bris de vitres durant les manifestations suffragistes du Women's Social and Political Union en mars 1912. Les broderies présentent 66 noms de suffragettes et deux séries d'initiales, ainsi qu'un slogan du WSPU et le nom et le lieu d'emprisonnement de ses auteures. 
Ce mouchoir est un témoignage de l'emprisonnement de ces femmes en raison de leurs revendications et des actions menées pour obtenir le droit de vote des femmes au Royaume-Uni au début du XXe siècle.

## Historique
Les militantes du Women's Social and Political Union, mouvement suffragiste créé en 1903 par Emmeline Pankhurst et sa fille Christabel Pankhurst, mènent des actions militantes spectaculaires. Elles organisent des manifestations de rue, s'en prennent à des biens privés ou publics. 
Une première campagne de bris de vitres se déroule en novembre 1911, et provoque l'arrestation de 223 femmes. Le WSPU initie une deuxième campagne les 1er et 2 mars 1912, alors que la Conciliation Bill (en) est examinée pour la troisième année consécutive par le Parlement britannique. La plupart des manifestantes sont arrêtées, environ deux cents personnes. Certaines sont condamnées à une amende, et si elles refusent de payer, sont emprisonnées, tandis que d'autres sont directement condamnées à la détention à la prison de Holloway, à Londres. Cet emprisonnement est marqué par le recours à la grève de la faim des militantes qui exigent que leur statut de prisonnières politiques soit reconnu à la place de celui de détenues de droit commun qui leur est attribué. Elles subissent en retour une alimentation forcée.

## Origine
Le mouchoir a vraisemblablement été créé par Mary Ann Hilliard qui l'a conservé en souvenir de sa détention et de ses codétenues. Elle en par la suite fait don aux archives du British College of Nurses (en). Le British Journal of Nursing évoque le mouchoir dans son numéro de mars 1942: 
 Miss Mary Hilliard, une suffragette paisible et très vaillante, a offert au Collège ce mouchoir en lin fin, signé et brodé par toutes les femmes courageuses emprisonnées en mars 1912 à la prison de Holloway du fait de leur objection de conscience, et leur engagement en faveur de l'émancipation des femmes. Il affiche 67 signatures brodées de différentes couleurs
Les broderies présentent soixante-six noms de suffragettes et deux séries d'initiales.
Sur les 66 femmes dont le nom complet figure sur le mouchoir, 61 sont connues pour avoir été arrêtées lors de la campagne de bris de vitrines de mars 1912 et condamnées à des peines de prison allant de deux à six mois. Seize d'entre elles occupaient des fonctions dans les branches locales de la Women's Social and Political Union en 1912, tandis que 18 avaient déjà purgé des peines de prison pour leurs actes en faveur du droit de vote des femmes, et au moins quatre de ces militantes ont été arrêtées par la suite. Vingt-quatre de ces femmes ont participé aux grèves de la faim de 1912 et quinze ont été nourries de force. L'ensemble de ces femmes ont reçu la Hunger Strike Medal décernée par la WSPU.

## La broderie comme activité commémorative, féminine et collective
La diffusion de mouchoirs témoignant d'événements historiques remonte au XVIIe siècle, tandis que la production textile, et particulièrement de finition et de décoration, est traditionnellement dévolue aux femmes.
Enfin l'assemblage des signatures rappellent l'esprit collectif de l'œuvre : le slogan féministe « Votes for Women » s'accompagne d'une mention du lieu « Holloway Prison » et de la date « March 1912 » qui renvoient aux bris de vitres menés à ce moment, mais commémorent également la dimension sociale de l'emprisonnement qui en résulte. La décoration a « fédéré un groupe de femmes et a transformé un moment dans le temps en quelque chose d'important ». Elles attestent ainsi de leur « participation individuelle à une entreprise collective ».

## D'autres mouchoirs réalisés par des femmes emprisonnées
La décoration de mouchoirs pour commémorer l'importance d'événements historiques remonte au delà du XVIIe siècle, cette pratique étant soutenue par le développement de l'impression sur textile. Louise Purbrick envisage cette pratique comme l'appropriation d'un acte commémoratif collectif, dans le cas du mouchoir des suffragettes. Elle souligne le détournement d'une expression autorisée (la décoration de mouchoirs) pour contourner une interdiction (la revendication d'un statut politique des prisonnières aussi bien de la part des suffragistes au début du XXe siècle que des républicaines d'Irlande du Nord.

### Le mouchoir brodé de Janie Terrero

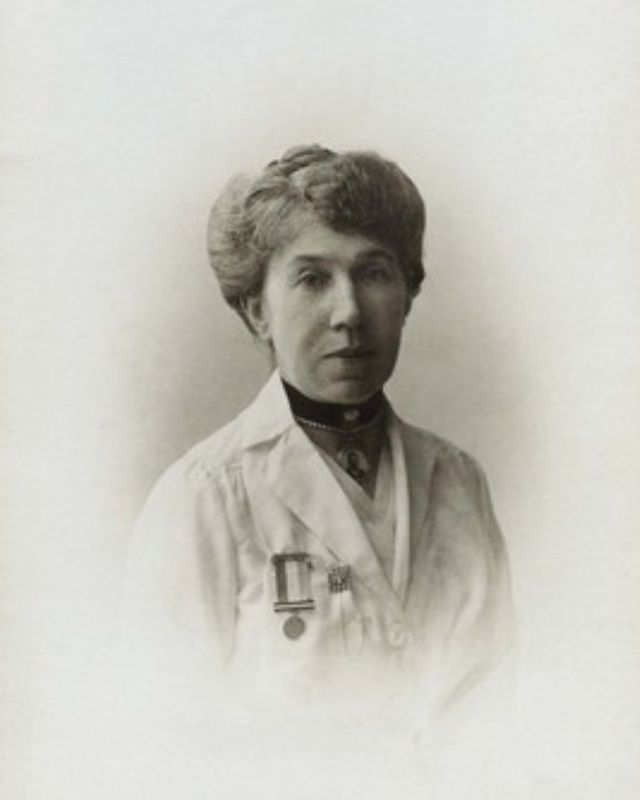
Janie Terrero porte deux décorations, la Hunger Strike Medal et la Holloway Brooch.

Janie Terrero, dont la signature figure également sur le mouchoir des suffragettes, réalise pour sa part un autre mouchoir, qui rappelle l'emprisonnement collectif et ses raisons : le liseré violet, blanc et vert, aux couleurs du mouvement, et la carte postale représentant Emmeline et Christabel Pankhurst qui ornent sa réalisation, ainsi que le rappel du slogan au-dessous de l'intitulé « WSPU » « Deeds, not Words », font clairement référence au Women's Social and Political Union, tandis que la herse brodée symbolise la prison et rappelle la broche de Holloway, créée en 1909 et décernée aux femmes détenues à la prison de Holloway en raison de leurs activités suffragistes.

### Le mouchoir d'Armagh
Le mouchoir d'Armagh est réalisé avec des feutres de couleur et un stylo bille, en 1976, par des femmes incarcérées à la prison d'Armagh, en Irlande du Nord, pendant la période des Troubles qui débute tout à la fin des années 1960 et prend fin avec l'Accord du Vendredi saint de 1998. La décoration de mouchoirs est une activité répandue par les prisonniers en Irlande du Nord, tant femmes qu'hommes. Les 45 prisonnières signataires du mouchoir d'Armagh le réalisent l'année où leur statut de détenues politique leur est enlevé, d'où la signification historique de la date de 1976 rappelée sur le mouchoir, comme c'est le cas avec la date de 1912 brodée sur le mouchoir des suffragettes qui rappelle la campagne de bris de vitres.

## Propriété et expositions ultérieures
Le mouchoir brodé quitte la collection du British College of Nurses après la fermeture de ce dernier en 1956. Il est retrouvé par Dora Arnold dans les années 1960 lors d'une brocante à West Hoathly (en). La liste des signataires et quelques notes sur leur activisme a été établie. 
Le mouchoir est exposé au musée The Priest House (en), à West Hoathly dans le Sussex de l'Est. Il est prêté en 2018 au Collège royal de médecine dans le cadre de l'exposition This vexed question: 500 years of women in medicine. En effet, l'une des signataires, Alice Stewart Ker (1853-1943), était une médecin écossaise qui travaillait comme chirurgien à l'hôpital pour enfants de Birmingham après avoir été médecin à l'hôpital pour enfants Wirral, à Liverpool. Alice Ker était membre de la société suffragiste de Birkenhead et a été condamnée en 1912 à trois mois de détention à la prison de Holloway pour avoir brisé une vitrine du grand magasin Harrods à Londres.

## Signataires identifiées
- Mary Ann Aldham[16]
- Janie Allan[16]
- Doreen Allen[17]
- Kathleen Bardsley
- Janet Boyd[16]
- Evaline Hilda Burkitt[16]
- Eileen Mary Casey[16]
- Isabella Casey
- Kate E. Teresa Cardro
- Grace Chappelow[18]
- Georgina Fanny Cheffins[18]
- Constance J. Collier
- Constance Craig
- Ethel M. Crawby
- Ellen Crocker[18]
- Alice Davies[18]
- Edith Downing[18]
- Emma Fowler
- Lettice Floyd[19]
- Katharine Gatty[19]
- G. H. Grant
- Alice Green
- Joan Lavender Bailie Guthrie[19]
- Louise Hargeld
- Mary Granley Hewitt
- Mary Ann Hilliard[20]
- Edith Hudson[20]
- Olivia Jeffcott
- Barbara S. Jocke
- May R. Jones
- Alice Stewart Ker[20]
- C. L. [21]
- C. E. L.
- Jessie Laing
- Kate Lilley
- Louise Lilley
- Lillie Lindesay
- Gertrude Lowy
- Margaret Macfarlane[22]
- Helen MacRae[22]
- Lizzie McKenzie
- Frances McPhun[23]
- Margaret McPhun[23]
- E. K. Marshall
- Lillias Mitchell[24]
- Anne Myer
- Cassie Nesbit
- Fanny D. Palethorpe
- Frances Parker[25],[24]
- Fanny Pease
- Isabella Potbury[24]
- Zoe Proctor
- M. Renny
- Helena de Reya
- Gladys Roberts
- Dorothea Rock
- Madeleine Rock
- Margaret Rowlatt
- M. du Sautoy Newby
- Alice Maud Shipley[26]
- Victoria Simmons[26]
- Janie Terrero[27]
- Grace Tollamache
- Leonora Tyson[27]
- Vera Wentworth[27]
- Frances Williams
- Eva Wilson
- Alice Morgan Wright[6]